# I Trapped the Devil
I Trapped the Devil è un film del 2019 diretto, sceneggiato, co-prodotto e montato da Josh Lobo.

## Trama
Durante le vacanze di Natale, Steve e Karen vanno a trovare Matt, fratello di Steve con cui i due non hanno rapporti da un po' di tempo a causa della scelta dell'uomo di isolarsi completamente, nonché a causa di vicissitudini familiari e della volontà della coppia di costruirsi una propria vita. Fin da subito l'uomo è schivo nei loro confronti, vorrebbe addirittura mandarli via, ma quando loro desistono decide di rivelare il motivo per cui voleva restare da solo: Matt ha imprigionato qualcosa in cantina e afferma che si tratti del diavolo. Creatura fatta di pura malvagità ma in grado di assumere forme molto materiali, il diavolo sarebbe secondo Matt responsabile di circa il 3% delle morti violente totali, mentre le restanti sarebbero causate semplicemente dalla malvagità umana. Matt afferma che da quando tiene il diavolo prigioniero in cantina le morti violente sono calate in tutto il mondo.
Karen vorrebbe denunciare immediatamente il cognato mentre Steve cerca di prendere tempo per evitare che suo fratello passi il resto della vita in carcere. Nel frattempo, l'uomo prigioniero in cantina continua a supplicare di essere liberato, chiedendo di poter rivedere i suoi cari Man mano che va avanti il tempo, dopo che Matt è arrivato anche a minacciare con una pistola i suoi ospiti per evitare che il diavolo possa essere liberato, i tre iniziano ad avere visioni ed a percepire cose riguardanti il loro passato. Durante una visione, Matt sta quasi per sparare a Steve e Karen: l'evento fa sì che Steve si convinca della follia del fratello e si faccia consegnare da lui la pistola. Karen, inizialmente del tutto scettica, inizia a credere che il cognato possa dire la verità: cerca dunque invano di convincere suo marito a non liberare il diavolo.
Poiché Steve appare più determinato che mai nel liberare il diavolo, Matt finisce per ucciderlo inavvertitamente con un coltello: l'evento scatena quindi un raptus in Karen, che spara a suo cognato e lo uccide. Lo sparo allerta i vicini di casa e una coppia di poliziotti viene dunque avvisata affinché vada a controllare: i due riescono a entrare in casa e iniziano a perquisirla. Il primo dei due che arriva davanti alla cantina viene sparato a morte da Karen, intenzionata ormai a impedire il rilascio del diavolo; la ragazza non riesce tuttavia a fermare il secondo poliziotto, che apre la porta della cantina. Il diavolo, che ha ora assunto la forma di una ragazzina, esce dalla cantina e si incammina da solo verso la libertà, varcando infine la porta d'ingresso.

## Distribuzione
Presentato per la prima volta durante l'Imagine Film Festival nell'aprile 2019, il film è stato distribuito nei cinema e nel mercato on demand a partire dall'agosto dello stesso anno.

## Accoglienza
Sull'aggregatore Rotten Tomatoes il film riceve il 74% delle recensioni professionali positive con un voto medio di 6,4 su 10 basato su 38 critiche, mentre su Metacritic ottiene un punteggio di 47 su 100 basato su 7 critiche.